# Final Fantasy VII (videogioco 2005)
Final Fantasy VII (最终幻想7 in cinese), chiamato anche Core Crisis (核心危机), è un videogioco di ruolo alla giapponese sviluppato da ShenZhen Nanjing Technology come remake dell'omonimo titolo della Square. È stato pubblicato solo in Cina e Taiwan, rispettivamente nel 2005 e 2006.

## Modalità di gioco
Il gioco riprende molte meccaniche dal titolo PlayStation, tra cui una squadra di tre elementi e l'equipaggiamento di Materia per sbloccare le relative magie. Magie, armi, armature ed oggetti sono basati su quelli del gioco originale. Anche se sono stati omessi i personaggi opzionali e alcune missioni secondarie, la storia è stata riprodotta nel dettaglio.
Il gioco è diviso in atti. Il primo si ambienta quasi interamente a Midgar, dove si passa la maggior parte del tempo a parlare con personaggi non giocanti per raccogliere informazioni, per poi attraversare differenti aree, tra cui grotte e piccole città. A partire dal secondo atto è data la possibilità di libera esplorazione (nei limiti degli ostacoli naturali, naturalmente) tramite la world map, una versione ridimensionata di quella originale. È possibile attraversare ostacoli come fiumi o montagne cavalcando un chocobo, anche se il suo utilizzo è limitato.
Il sistema di salvataggio è accessibile dal menu in qualsiasi momento ed è possibile salvare in ogni situazione, tranne che durante le battaglie.

### Combattimento
Attraversare la world map e i dungeon a piedi comporterà degli incontri casuali con dei mostri. La schermata di battaglia mostra i nemici opposti ai personaggi, come in Final Fantasy III; la battaglia stessa riprende il sistema a turni di questo titolo. La battaglia termina quando tutti i nemici sono sconfitti, almeno un personaggio riesce a fuggire o tutti i personaggi sono sconfitti (quest'ultima causa anche la fine della partita e il ritorno alla schermata di titolo). La vittoria contro i nemici garantisce il guadagno di una somma di denaro (Gil) e, talvolta, di oggetti.
Le prestazioni di ogni personaggio in battaglia sono dettate da vari parametri, come velocità, forza e resistenza. Queste statistiche possono essere incrementate sia salendo di livello che equipaggiando Materia.

### Equipaggiamento e abilità
Quando un personaggio si aggiunge al gruppo, comincerà con una Materia già equipaggiata, e nessuno ha la stessa di partenza. Oltre ai personaggi, anche le Materia ottengono esperienza e possono salire di livello, fino al 9. Come nei primi tre Final Fantasy, le magie possono essere usate un numero limitato di volte; qui gli utilizzi aumentano con l'aumento di livello della Materia che abilita la magia e del personaggio che la equipaggia. Le Materia possono essere scambiate tra i personaggi, e quelle lasciate nell'inventario possono essere usate in battaglia in sostituzione di oggetti d'offesa, supporto o curativi.
Come le Materia, anche le armi guadagnano esperienza e possono salire di livello. Possono essere usate un numero infinito di volte, ma non possono essere scambiate tra i personaggi. Ogni personaggio ha inoltre quattro diversi tipi di armatura che può equipaggiare. Le armature non possono salire di livello, ma influenzano le statistiche e il loro incremento all'aumento di livello.
Gli oggetti più comuni sono per ripristinare punti salute (HP), utilizzi delle magie (CP) o resuscitare un compagno morto. Possono essere trovati in forzieri nei dungeon oppure acquistati nei negozi.

## Sviluppo
Il gioco è stato pubblicato dalla società cinese ShenZhen Nanjing Technology nel 2005. Nonostante la copertina e il manuale di gioco riportino il titolo Final Fantasy VII: Advent Children, il gioco riporta semplicemente Final Fantasy VII; il gioco non contiene nessun elemento ispirato al film Advent Children. È stato sviluppato per SUBOR Entertainment System, un clone del Nintendo Famicom, ma funziona perfettamente sia sulla console giapponese che su un NES con applicato l'adattatore Famicom.
A causa delle limitate capacità del Famicom, il gioco è completamente in due dimensioni. Per compensare, alcuni sprite sono frutto della combinazione di due sprite 16x24 invece dei classici 16x16, per ottenere una maggiore caratterizzazione e per riprodurre alcune armi come la Buster Sword di Cloud e la mitragliatrice di Barret.

## Accoglienza
Il gioco ha ricevuto generalmente critiche positive. È stato acclamato per riprodurre l'intera storia originale, ma è stato criticato per essere estremamente difficile, con scontri che richiedono molto tempo per essere terminati e una frequenza di incontri casuali troppo elevata; le limitate opzioni di cura e il lento tasso di crescita per le armi e Materia complica ulteriormente le cose. Un critico commentò: «giocato, ma barando». Nonostante questi problemi, è tutt'oggi presente un interesse per quanto riguarda il rilascio di una patch per tradurre il gioco in inglese. Final Fantasy VII ha inoltre ottenuto menzione su diversi importanti siti web deditati ai videogiochi, tra cui Gameworld Network e il giapponese Gpara.com.
Il gioco ha ricevuto elogi da varie fonti. Il giornalista Derrick Sobodash ha affermato che, mentre il gioco non sarebbe stata un'esperienza del tutto nuova per coloro che hanno giocato l'originale Final Fantasy VII, «questo titolo riesce a reggere il confronto con gli altri Final Fantasy per NES», definendo poi lo sforzo per realizzare questo porting «sorprendentemente professionale». Luke Plunkett per Kotaku.com ha commentato «un risultato che non esito a etichettare titanico», e poi «un trionfo dello spirito umano». Joel Johnson scrisse: «è un atto di vera abilità e impegno da parte di un team sconosciuto di programmatori cinesi».